# Blisterhead

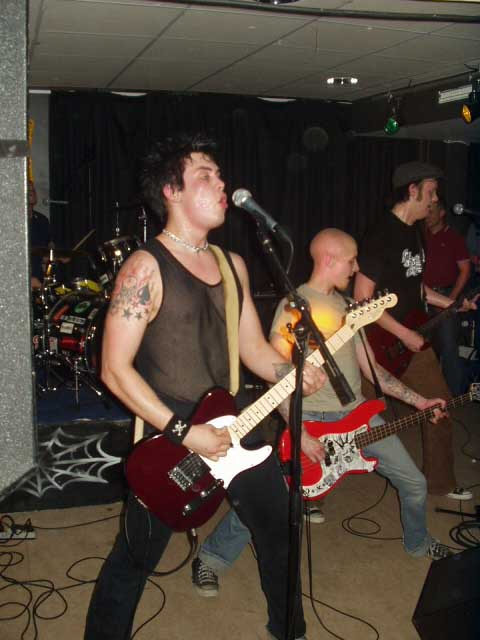
Blisterhead under en spelning på Klubb Utopi 2004 i Skövde

Blisterhead är ett punkrockband från Skövde och Falköping i Västergötland.
I oktober 2007 hade de ett par spelningar i Ryssland i samband med den ryska lanseringen av deras tredje album Under The City Lights. Dessa spelningar gav en del rubriker i pressen då en av spelningarna utsattes för ett försök till bombattentat.

## Medlemmar
Bandet består av:
- Erik Törnqvist, sång och gitarr
- Kim Nilsson, sång och gitarr
- Andreas Emanuelsson, bas
- Johan Carlsson, trummor och sång